# Distrito de Laria
El Distrito peruano de Laria es uno de los diecinueve distritos de la Provincia de Huancavelica, ubicada en el Departamento de Huancavelica, bajo la administración del Gobierno Regional de Huancavelica, en la zona de los andes centrales del Perú.  Limita por el norte con el Distrito de Conayca; por el oeste con los distritos de Manta y Vilca; por el este con el Distrito de Huando; y, por el sur con el Distrito de Nuevo Occoro.
Desde el punto de vista jerárquico de la Iglesia católica, forma parte de la Diócesis de Huancavelica.

## Historia
Laria es un distrito de la ciudad de Huancavelica que fue fundada el 4 de agosto de 1570 por el virrey Francisco Álvarez de Toledo, recibió el nombre de Villarrica de Oropesa. Como anexo de Conayca, comenzó a constituirse a partir del sitio “Ccaichapa” (“aquí vamos a vivir”).
El distrito fue creado mediante Ley N° 14166 del 23 de junio de 1962, en el segundo gobierno del Presidente Manuel Prado Ugarteche.

## Capital
Laria es una localidad peruana, en la Provincia de Huancavelica, situada a 3 861 m de altitud, en la falda norte del cerro Huamanrazo (5 278 m). El río Huancavelica recorre el término municipal antes de unirse al Mantaro. Coordenadas Longitud oeste: 75° 02'11(O) Latitud sur: 12° 25' 51(S). Ubigeo: 090109.

### Anexos
- San José de Laria (Ahora Centro Poblado de San José de Belén)
- Zunipampa
- Puquiococha
- Chaplancca (Los Ángeles)

## Economía
El 89 % de la población de Laria se dedica a la agricultura, siendo la actividad económica principal del distrito. Los productos más importantes son: papa, oca, ollucos, mashua, cebada, habas, arvejas, ajos, maca y quinua.
El potencial minero del distrito está en los minerales no metálicos: caolín, arcilla, greda, carbón de piedra, felispato, arena (agregados) y piedras.

## Autoridades

### Municipales
- 2019 - 2022
  - Alcalde: URBANO CUICAPUZA HUAMANCAJA, TRABAJANDO PARA TODOS, MACISTE DIAS ABAD
- 2011 - 2014[2]
  - Alcalde: Richard Ccanto Torres,Richard Ccanto Torres Movimiento independiente Regional  (AYLLU).
  - Regidores: Isaac Rojas Asto (AYLLU), Pablo Torres Cuicapuza (AYLLU), César Soto Asto (AYLLU), Norma Mendoza Asto (AYLLU), Moisés Hilario Rojas( tpt).[3]
- 2007 - 2010
  - Alcalde: URBANO CUICAPUZA HUAMANCAJA, TRABAJANDO PARA TODOS, MACISTE DIAS ABAD

### Policiales
- Comisario:  PNP.

### Religiosas
- Diócesis de Huancavelica[4]
  - Obispo de Huancavelica: Monseñor Isidro Barrio Barrio.[5]
- Parroquia
  - Párroco: Pbro.  .

## Festividades
- 1 de enero: Fiesta de año nuevo en Laria
- 6 de enero: Bajada de Reyes en Zunipampa
- 8 de marzo: Día internacional de la mujer
- 23 de junio: Aniversario del Distrito
- Julio: Campeonato deportivo
- 15 de octubre: Fiesta de la Virgen del Rosario